# Полянське (Можгинський район)
Поля́нське (рос. Полянское) — присілок в Можгинському районі Удмуртії, Росія.
Урбаноніми:
- вулиці — Безіменна

## Населення
Населення — 7 осіб (2010; 7 в 2002).
Національний склад станом на 2002 рік:
- росіяни — 86 %

## Відомі люди
В присілку народився Фалалеєв Федір Якович, російський маршал авіації.